# ГЕС Моссірок
ГЕС Моссірок — гідроелектростанція у штаті Вашингтон (Сполучені Штати Америки). Знаходячись між ГЕС Коуліц-Фоллз (вище по течії) та ГЕС Мейфілд, входить до складу каскаду на річці Ковлитз, правій притоці Колумбії (має гирло на узбережжі Тихого океану на межі штатів Вашингтон та Орегон).
У межах проєкту річку перекрили бетонною арково-гравітаційною греблею висотою від тальвегу 111 метрів (від підошви фундаменту — 185 метрів), довжиною 502 метри та товщиною від 8 (по гребеню) до 35 (по основі) метрів, яка потребувала 971 тис. м3 матеріалу. Вона утримує витягнуте на 37,8 км водосховище з площею поверхні 47,9 км2 та об'ємом 2079 млн м3 (корисний об'єм 1719 млн м3), у якому припустиме коливання рівня в операційному режимі між позначками 183 та 237 метрів НРМ.
Пригреблевий машинний зал обладнали двома турбінами типу Френсіс потужністю по 150 МВт (також можливе встановлення третього гідроагрегата, під який виведено напірний водовід), котрі забезпечують виробництво 1,1 млрд кВт·год електроенергії на рік.
Видача продукції відбувається по ЛЕП, розрахованій на роботу під напругою 230 кВ.